# TMX4
TMX4‏ (Thioredoxin related transmembrane protein 4) هوَ بروتين يُشَفر بواسطة جين TMX4 في الإنسان.